# Van Halen
Van Halen — американський рок-гурт, заснований в місті Пасадена, Каліфорнія, США в 1972 році. Гурту вдалося добитися значного успіху відразу після виходу у 1978 році їхнього дебютного альбому з однойменною назвою. На 2007 рік Van Halen продали понад 80 мільйонів платівок по всьому світу і мали найбільше число хітів, які посіли першу сходинку в чартах «Billboard». Під час розквіту хеві-металу — в 1980-х, вони також були лідерами «Billboard» за кількістю пісень, що входять до Топ-100, випередивши всі хард-рокові та металеві команди. Згідно з Американською асоціацією звукозаписної індустрії (RIAA), Van Halen знаходяться на 20-му місці в рейтингу гуртів, що найкраще продаються і артистів всіх часів, з кількістю проданих дисків понад 56 мільйонів тільки у США. Van Halen — один з п'яти рок гуртів, яким вдалося продати два альбоми тиражем понад 10 мільйонів кожен в США.
Крім запаморочливого успіху, гурт відомий ще й своїми розбірками з музикантами. Численні виходи з гурту вокалістів Девіда Лі Рота і Семмі Гаґара повні суперечливих чуток і найрізноманітнішими твердженнями в засобах масової інформації. Після турне 2004-го року гурт зник з очей публіки до 2006-го, коли почали просочуватися чутки про нового бас-гітариста і черговий реюніон з Девідом Лі Ротом, що збіглося з виступом гурту в Залі Слави Рок-н-Ролу в березні 2007-го. Після року чуток і домислів, Van Halen грали в турне з Ротом наприкінці 2007-го по північній Америці. Турне тривало до 2008 року, і музиканти обіцяли випустити новий альбом і DVD з цього турне.

## Історія

### Період з Девідом Лі Ротом (1974—1985)

#### Ранні роки

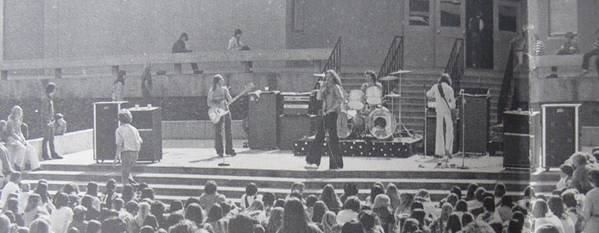
Van Halen в 1976 році під час виступу в La Cañada High School

Брати Вен Гейлен почали спільну музичну діяльність, коли Едді сів за барабани, а Алекс взяв гітару. Але іноді, поки Едді розносив газети, Алекс потайки сідав за барабанну установку Едді і грав. З часом Едді дізнався про це, і був так розчарований, що сказав братові: «Ну і біс з тобою, тоді я буду грати на гітарі», взявши гітару Алекса. У 1972 брати створили гурт під назвою «Mammoth», на якій Едді значився як гітарист-вокаліст, Алекс Вен Гейлен — на барабанах, а Марк Стоун на бас-гітарі. Вони орендували апарат у Девіда Лі Рота, але вирішили заощадити за рахунок того, що дозволили Девіду стати лідер вокалістом, хоча й раніше вони прослуховували його і не хотіли брати. Через два роки гурт вирішив замінити Стоуна. Тому був прослуханий Майкл Ентоні — басист і вокаліст з місцевого гурту «Snake». Після джем-сейшену, що тривав цілу ніч, Майкла взяли в гурт на місце бас-гітариста і бек-вокаліста.
Незабаром хлопці виявили, що їхнє ім'я вже використовувалося іншим гуртом, і вони вирішили поміняти назву на «Van Halen». Рот говорив, що це була його ідея. Вони грали на вечірках, які влаштовуються на задньому дворі, а також на сцені-вантажівці в Парку Гемілтон. Згодом вони грали по клубах Пасадени і Голівуду, й почали набирати аудиторію, завойовуючи популярність за рахунок самостійного піару — перш ніж грати, вони розкидали флаєри в місцевих школах. Незабаром, таким чином, вони зібрали значну підтримку.
У 1974 гурт отримав першу роботу поза Пасаденою, в колись відомому нічному клубі Газзаррі на Сансет-Стріп. Вони вже намагалися туди потрапити, але тодішній власник сказав, що «вони занадто гучні» і не погодився найняти їх. Але нові менеджери — Марк Алгоррі і Маріо Міранда, які по волі випадку стали займатися клубом, погодилися на цю угоду. Незабаром після цього Van Halen записують перше демо на нині закритій студії Cherokee Ranch Studios в Нортріджі, де щойно завершили роботу над альбомом «Steely Dan». Після цього вони стали найбільш значущим гуртом на Сансет-Стріп Голлівуду середини 70-х, і постійно грали в таких відомих клубах як Whiskey Go Go.
У 1977 в клубі Газзаррі їх побачив Джин Сіммонс з гурту «Kiss» і профінансував їх другу демо стрічку, відправивши гурт в Electric Lady Studio в Нью-Йорк, щоб записати пісні «House of Pain», «Running with the Devil». Едді не сподобалося демо, оскільки він використав не своє обладнання, а крім того, йому довелося накладати одну гітарну доріжку на іншу. Сіммонс хотів змінити назву Van Halen на «Daddy Shortlegs» і навіть придумав дизайн обкладинки, але гурт вирішив залишити свою колишню назву. Далі Сіммонс відніс демо директору гурту «Kiss». Той відповів, що «вони не мають шансів», і, отримавши негативний відгук, Сіммонс припинив подальшу співпрацю з гуртом Van Halen.

#### Van Halen

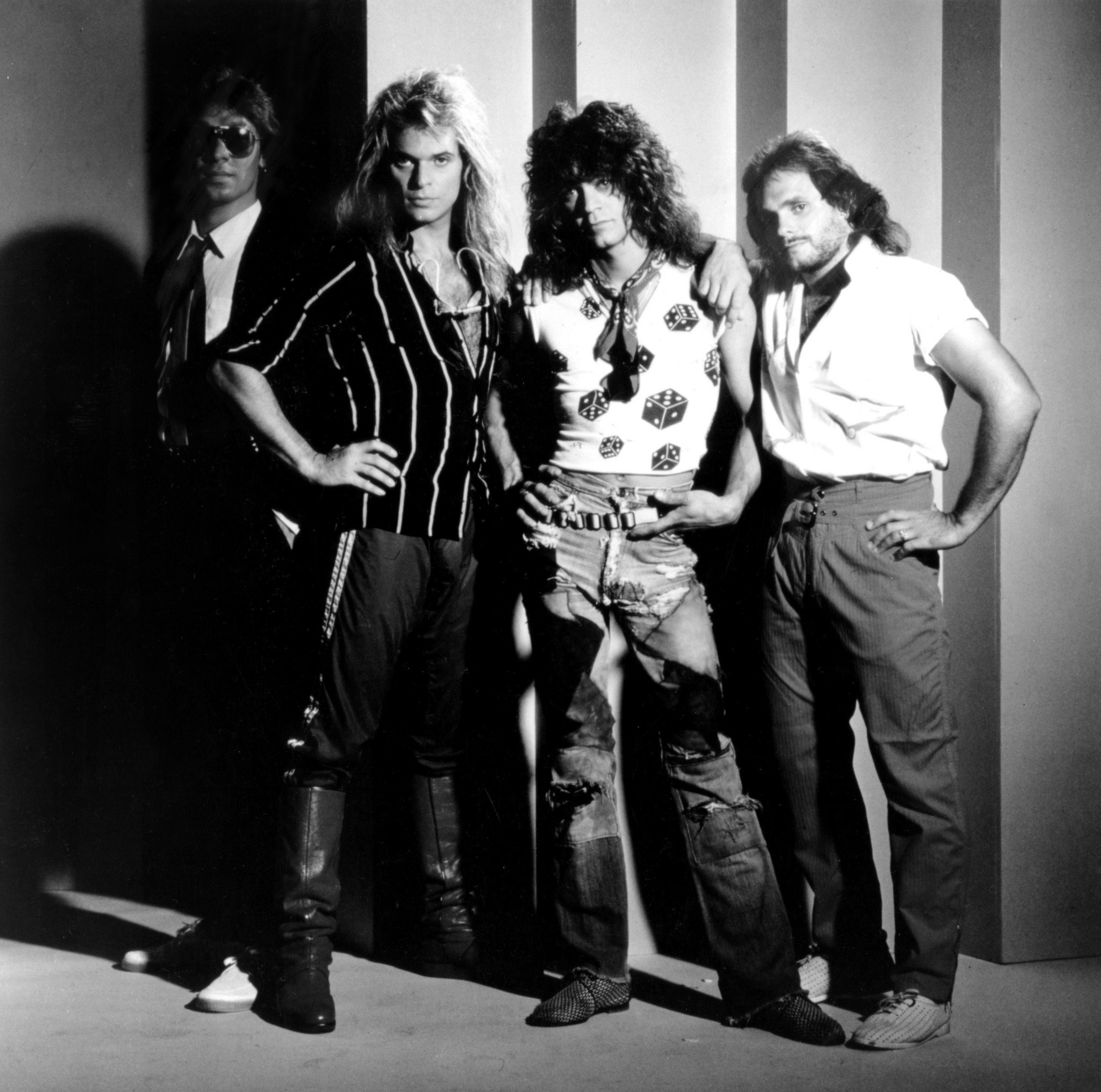
Склад гурту 1974—1985 рр.. Алекс Ван Гален, Девід Лі Рот, Едді Ван Гален Майкл, Ентоні,

В 1977 Мо Остін і Тед Темплмен з компанії Warner Bros. Records побачили Van Halen наживо в клубі Starwood в Голлівуді. Хоча публіки було мало, хлопці наскільки вразили власників, що протягом тижня їм запропонували контракт. Так Van Halen записали свій однойменний перший альбом на студії Sunset Sound. Запис проходив з середини вересня по початок жовтня 1977-го. Гітари писалися один тиждень, а наступні два писався вокал. Всі треки були зведені так, що накладок або дабл-треків практично не було. Принципово були залишені деякі незначні похибки, а також прості аранжування, для того, щоб надати запису відчуття живого виконання.
У цей час вони продовжували грати в різних місцях у південній Каліфорнії, зробивши кілька значущих концертів в Конвеншен Центрі в Пасадені, організованих їх промоутером і імпресаріо Стівом Тортомасі, який був щільно пов'язаний з місцевою рок-н-рольною сценою.
Після виходу альбом «Van Halen» зайняв 19 сходинку в поп чартах хіт-параду «Billboard», і це стало одним з найбільш комерційно успішних фатальних дебютів. Альбом широко відомий під гард-роковою маркою. У нього включені пісні, що стали класикою Van Halen, такі як «Running with the Devil» і гітарне соло «Eruption», в якому Едді використовував гітарну техніку «теппінг». Гурт гастролював приблизно рік, відкриваючи концерти «Black Sabbath» і завойовуючи репутацію. Унікальною фішкою гурту стало гітарне чаклунство Едді Ван Галена і пишність Девіда Лі Рота, що згодом зробило їх конкурентами.
Вони повернулися в студію в 1979, для того щоб записати другий альбом, схожий за стилістикою, під назвою «Van Halen II». В альбом увійшов їхній перший хітовий сингл «Dance the Night Away».
У березні 1980 року гурт видає альбом Women and Children First.
Але під час запису наступного диску під назвою «Fear Warning» в гурті стали проявлятися тертя. Альбом вийшов дещо похмурим і не отримав серйозного комерційного успіху.
Альбом Diver Down, що вийшов в 1982 році був значно кращим. Гурт отримав місце в книзі рекордів Гіннеса за найдорожчий виступ — 1.5 мільйона доларів за 90-хвилинний сет на фестивалі US Festival. Незважаючи на те, що гурт повернувся в форму, розбіжності між Едді і Девідом тривали, і це призвело до тертя також з іншими членами команди. За словами найвідомішого світового басиста Біллі Шихана, після того, як його гурт «Talas» завершила турне з Van Halen, до нього підійшов Едді і попросив замінити Майкла Ентоні. Причини цього так ніколи і не стали відомі Шиханові, оскільки з цього нічого не вийшло.
Наступний альбом Van Halen 1984, що вийшов 9 січня 1984 року, став вершиною комерційного успіху. Він був записаний на щойно відбудованій власній студії Едді — 5150 Studios. На диску зазвучали клавішні, які перш використовувалися досить рідко. Клавішний програш і вокальна мелодика хіта Jump вивела гурт в Топ 1 поп-хітів і визначила їх номінацію Греммі. На диску були й інші хіти — «Panama», «I'll Wait», «Hot for Teacher». На багато пісень були відзняті відео, які крутилися на MTV. Альбом хвалили як критики, так і фани, і він зайняв другий рядок хіт-параду «Billboard», відразу ж за Джексонівським «Трилером».
Однак даний диск став одночасно і переломним моментом в історії гурту. Просто посеред турне як сценічні, так і особисті тертя між музикантами досягли свого піку. В інтерв'ю, даними різними учасниками Van Halen, називались різні причини, але загалом вони стосувалися суперечок про загальне звучання гурту і його сценічний імідж. Роту не подобалося, що Едді грає поза гуртом, не узгоджуючи цього з гуртом, а Едді нудило від царської поведінки і сценічного образу Девіда Лі Рота. В останнього, однак, також була успішна сольна кар'єра зі своїм власним хітом і EP-диском (ремейк на класику «Beach Boys» під назвою «California Girls»), а також пісні «Just a Gigolo»). Роту також запропонували роботу в кіно від компанії Warner Bros, хоча пізніше пропозицію було скасовано. Першого квітня 1985-го Рот іде з гурту Van Halen.

### Період з Семмі Гаґаром (1985—1996)
Едді запросив Петті Сміт зі Scandal взамін Рота, але вона відмовилася. Потім Едді познайомили з Семмі Гаґаром, який у 70-х співав у гурті Montrose і на той час був досить успішним сольним артистом. Гаґар погодився приєднатись до гурту, і також грав на ритм гітарі на сцені, щоб ущільнити звук Van Halen.
В 1986 році вийшов альбом 5150, який злетів на саму вершину хіт-параду Billboard. На диск увійшли сингли з переважанням клавішних партій, такі як «Why Can't This Be Love?», «Dreams», «Love Walks In». На диску були представлені різні пісні, від драйвової «Get Up» і фатальної «Summer Nights» до рифової «Good Enough» з важкою гітарною партією. Щоб оголосити про нову еру в історії гурту, на обкладинці з'явився новий логотип. Логотип був схожий на старий, але смужки тепер наче б огинали невидиму сферу. Альбом 5150 вважається найсильнішим періоду з Семмі Гаґаром.
Після гурт відправився в турне в підтримку альбому по північній Америці. Тур називався «1986 Tour», як і попередній «1984 Tour» на підтримку попереднього диска. Van Halen показали, що концертна діяльність з новим вокалістом була нічим не гіршою, ніж з Ротом. Після гастролей була випущена відеокасета Live Without a Net. Під час турне Гаґар хотів мінімізувати кількість пісень, записаних до нього з Девідом Лі Ротом, які не були однозначною класикою гурту. Ця тенденція тривала і далі і пісні з Гаґаром поступово заміняли в сет-листі пісні, записані з Девідом.
Всі чотири студійні альбоми періоду з Гаґаром досягли першого рядка в поп-чартах Billboard, а також сімнадцять синглів пробили планку топ-12 в мейнстрімових рок-чартах. У цей період «When It's Love» досяг Топ 5. Крім того, гурт Van Halen номінували на дві Греммі — як найкращий виступ у стилі Гард Рок 1991 року і найкращий вокал в альбомі For Unlawful Carnal Knowledge. Van Halen продовжували купатися в променях слави протягом усієї середини 90-х. У 1995-му багато фанів були здивовані підтримкою Van Halen гурту Bon Jovi в їх європейському літньому турне.
Однак під час записів саундтрек до фільму «Twister» почалися тертя між Гаґар і братами Ван Гален, що завершилось відходом Гаґара в 1996 році. Гурт записав пісню «Human Being», до якої Едді довелося написати весь текст, оскільки тексти Гаґара «були заслабкі». Це засмутило Гаґара і коли вони збиралися писати другу пісню до фільму, Гаґар виїхав на Гаваї. Він не хотів брати участі в роботі, оскільки це «образило б фанатів», а тому пісня обернулася на інструментальну композицію Едді і Алекса і отримала назву «Respect the Wind».
Гурт також працював над компіляційним альбомом, до якого Гаґар також не хотів мати стосунку, оскільки вважав, що це не те, чого хочуть фанати і не те, що потрібно самому гурту, оскільки подальша кар'єра ще була відкрита. Це призвело до конфлікту між Гаґаром і новим менеджером Реєм Деніелсом. Гурт працював над компіляцією з великою неохотою.
За чутками Гаґар також був стурбований порівняннями на компіляції, на якій були як пісні з ним, так і з Девідом Лі Ротом. Гаґар заявив, що його звільнили. Van Halen заявили, що він пішов з гурту сам. Скандали навколо відходу Гаґара дозволили йому швидко відновити сольну кар'єру. Однак ці публікації в ЗМІ не допомогли Van Halen, оскільки висвітлювали тільки порожнє місце за мікрофоном. Запаморочливий успіх минулих років виставив високі очікування і фани по всьому світу чекали наступного кроку гурту. Тим часом Майклу Ентоні вдалося зберегти добрі стосунки з Гаґаром.

### Період з Мітчем Маллоу і тимчасовий реюніон з Ротом (1996)
Після того, як Семмі Гаґара звільнили з гурту, вони поспішно найняли Мітча Маллоу. Вони поджемували і записали з ним демо. Він був другом Едді і знав гурт. Едді вирішив, що його можна запросити.
Девід Лі Рот подзвонив Едді, щоб обговорити, які треки будуть включені у плановану компіляцію Van Halen, робота над якою почалася ще до відходу Гаґара. Вони добре поговорили, і Едді запросив його в свою домашню студію. Незабаром гурт увійшов в студію в складі з Девідом Лі Ротом і продюсером Гленом Баллардом. Дві пісні з цих студійних сесій увійшли на альбом «Greatest Hits», а також були видані як сингли для піару.
У вересні 1996 гурту Van Halen запропонували виступити на MTV Video Music Awards. Вони погодилися, і вперше за одинадцять років гурт з'явився на публіці в первісному складі. Це дозволило компіляції потрапити в перший рядок хіт-парадів США. Однак, хоча Рот цього не підозрював, гурт продовжував прослуховувати інших співаків. Після появи гурту на MTV, Маллой вирішив, що Van Halen не може чекати успіх з новим вокалістом, оскільки публіці потрібен був тепер Девід Лі Рот. Він подзвонив Ентоні і пішов з гурту. Мільйони фанів чули, як на концерті Рот сказав про те, що він знову в гурті.
Поява на MTV роздула чутки про реюніон. Однак через кілька тижнів з'ясувалося, що Рот знову поза гуртом. Він опублікував заяву, в якій вибачився перед ЗМІ та фанами за те, що став жертвою піар-ходу менеджера гурту Рея Деніелса. Наступного дня Едді і Алекс опублікували свої заяви, в яких повідомили, що вони були абсолютно чисті перед Ротом і не пропонували йому возз'єднатися з гуртом. Хоча їх позлила фраза Рота «Спасибі вам за нагадування, чому ми розлучилися одинадцять років тому».

### Період з Гарі Шероном (1996—1999)
В листопаді 1996 року гурт найняв Гарі Шерона, фронтмена бостонського гурту Extreme, який якраз розпався. Результатом цієї роботи став альбом «Van Halen III», що вийшов в 1998-му. Багато пісень стали довшими і повітрянішими. На ньому стало менше року і більше філософських пісень, наприклад «How Many Say I» з Едді на вокалі. Через ці зміни багато фанатів відвернулися від гурту, а нових залучити не вдалося. За мірками гурту успіх був слабенький — альбом дійшов тільки до четвертого рядка американських чартів і став золотим. Однак на диску виявився один хіт під назвою «Without You», а також пісня «Fire in the Hole» потрапила в саундтрек фільму «Смертельна Зброя 4». Також було виявлено, що Едді дозволив Ентоні зіграти на басі тільки три пісні, а Едді грав інші. Однак Ентоні був вказаний у всіх треках, що створило деякі закулісні труднощі. Слідом за диском відбувся досить млявий, хоч і масштабний тур. Van Halen відіграв у нових країнах, включно з раніше не відвідуваними Австралією і Новою Зеландією.
Незабаром Van Halen повернулися в студію. На початку 1999-го вони почали роботу над новим альбомом, який за чутками повинен був назватися «Love Again». Робочими назвами пісень були «Left for Dead», «River Wide», «Say Uncle», «You Wear it Well», «More Than Yesterday», «I Don't Miss You … Much», «Love Divineand» і «From Here, Where Do We Go?».
Однак новий диск був залишений незакінченим, коли Шерон по-дружньому розлучився з гуртом в 1999-му. Музичні видання припускали, що подібне сталося через удар, який зазнав гурт з невдачею Van Halen III, а турне з Шерон розчарувало гурт в плані відвідування їхніх концертів. На відміну від ситуацій з двома попередніми вокалістами, цього разу вдалося розлучитися мирно і Шерон продовжував контактувати з Van Halen. І як і у випадку з відходом Гаґара, поширилися чутки про реюніон з Ротом.

### За лаштунками від публіки (1999—2003)
У 1999-му Едді оговтався від операції на стегні, але з 2000 по 2004-й ніяких офіційних заяв і тим більше музики від Van Halen не було чути. Однак деяка інформація просочилася. Брати Ван Гален писалися на студії 5150, Гарі Шерон записав альбом і вирушив у турне з новим гуртом «Tribe of Judah». У виконанні «Tribe of Judah» можна було почути пісню, яку Шерон написав для Van Halen під назвою «Left For Dead». Однак залишився тільки текст, а музика була перероблена. Гаґар і Рот в той час продовжували свої сольні кар'єри.
У 2000-му гурт працював з Ротом на студії 5150, пишучи нову музику, а потім заглохла знову. Едді не з'являвся на публіці, та й подальша музична робота була б у будь-якому випадку припинена через його розлучення з дружиною, актрисою Валерією Бертінеллі, з якою він прожив 21 рік. У листопаді 2001-го Ентоні обмовився, що Рот знову працює з гуртом вже протягом кількох місяців, але юристи швидко зам'яли це висловлювання. Дивно, але потім Ентоні заперечував свою заяву. Лейбл Warner Bros., на якому гурт був підписаний з 1978-го року, в цьому році відмовився від подальшої співпраці. З хороших новин стало повне одужання Едді від раку в травні 2002-го.
Едді засвітився на публіці, виступаючи з «Mountain» в серпні 2002-го і на приватній джем вечірці NAMM, де він з'явився вщент п'яним в кінці шоу. Також влітку 2002-го Девід Лі Рот і Семмі Гаґар об'єдналися в турне «Song For Song, the Heavyweight Champs of Rock and Roll». Спільний тур двох екс-вокалістів Van Halen привернув увагу ЗМІ та публіки, оскільки це було ще більш неймовірним, аніж би в гурт повернувся той чи інший. Концерти збирали велику юрбу. В інтерв'ю Рот протиставляв себе Гаґару, кажучи про це так: «Він такий хлопець, з яким можна піти і випити пляшечку по-дружньому. Я такий хлопець, з яким можна піти і випити пляшечку по-дружньому». У гурті Гаґар під назвою «The Waboritas» засвітився Майкл Ентоні на басу, і іноді навіть виконував вокальні партії лідер-вокаліста. Під час виступів Гаґар дражнив Ентоні питаннями типу «Брати-то знають, що ти тут?». Ентоні ніколи не грав з Ротом. З нагоди цих виступів також з'явився Гарі Шерон. Гаґар випустив концертний альбом «Hallelujah», з Майком і Гарі на вокалі і документальний DVD «Long Road to Cabo» про турне з Ротом.
Потім Гаґар приєднався до Джо Сатріані і гітариста Джоурні — Ніла Шона, щоб створити проєкт «Planet Us», разом з Майклом Ентоні і Діном Кастроново на барабанах. Гурт записав пару треків і виступила наживо кілька разів перед тим, як Гаґар і Ентоні возз'єдналися з Van Halen. Поки два вокалісти просували своє турне, з'явилися чутки про взаємне обурення і відразу, які розгорілися між ними. Пізніше з'ясувалося, що за сценою Рот і Гаґар тримаються подалі один від одного.
4 липня 2004 Рот співав з «Boston Pops» у щорічному фестивалі «Pops Goes The Fourth». Гаґар продовжував творити, випустивши п'ять альбомів і створивши власну мережу мерчандайзингу «Cabo Wabo». Він возз'єднувався з «Montrose» в 2003 і 2005, щоб виступити на парі концертів, а також підтримував стосунки з Майклом Ентоні, періодично виступаючи і з ним. У період бездіяльності Van Halen, Ентоні розкручував свої мерчендайзингові проекти, такі як його передплатний бас «Yamaha» і навіть створив свій сайт. Також влився в роботу щорічного фестивалю NAMM.
У ці ж роки виникли чутки про те, що Ентоні був звільнений, попри те, що його ім'я все ще висіло на сайті Van Halen. Офіційний сайт спростував ці чутки, хоча пізніше було розкрито, що він зіграв лише три пісні на «Van Halen III», а тому його позиція в гурті була досить хиткою. Все залежало тільки від позиції Гаґара — залишитися йому чи ні в Van Halen. У 2006 було підтверджено, що Ентоні покинув гурт.

### Реюніон з Гаґаром (2003—2005)
У січні 2003 вебсайт «Van Halen News Desk» повідомив про те, що Гаґар працює з Van Halen. Ніякої офіційної інформації довгий час не надходило. Наприкінці березня 2004 Ван Гален і Семмі Гаґар оголосили про те, що він повертається в гурт на альбом «Best of album» і концертний тур по США.

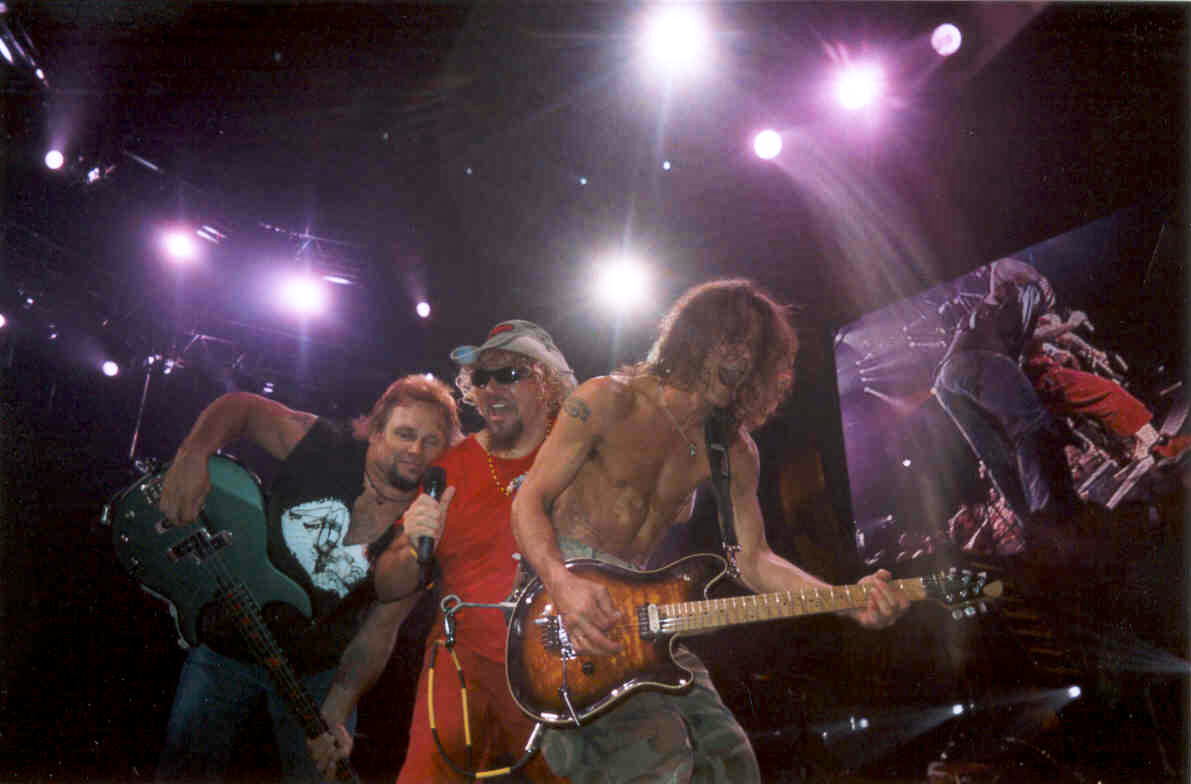
Van Halen в 2004 році

У липні 2004-го Van Halen видав другу компіляцію «Greatest Hits» (цього разу подвійний альбом), з виконанням трьох нових пісень з Гаґаром: «It's About Time», «Up For Breakfast», «Learning to See». Ці пісні були свіжим матеріалом, написаним братами Ван Гален і Семмі Гаґаром. Авторство було зазначено так: Hagar / Van Halen / Van Halen, що було незвичайним, оскільки Майкла Ентоні теж раніше включали в список. Однак на виступі були заявлені всі четверо. Пізніше в інтерв'ю Майкл повідомив, що Едді Ван Гален не хотів, щоб той брав участь у записах реюніону, а тому не допустив його в студію, і тим самим, його імені не виявилося на обкладинці. Еді зіграв всі бас-партії самостійно. Хоча це був єдина нова робота гурту за останні роки, на диск не були включені пісні, написані з Гарі Шероном на Van Halen III. Альбом отримав платиновий статус в 2004.
Турне зібрало близько 55 мільйонів доларів і увійшло в число 10 найбільш касових турів 2004 року за статистикою Pollstar. Більшість концертів отримало позитивну оцінку професійних критиків. На деяких концертах на сцену виходив син Едді і грав з ним пісню 316, яку Едді написав на його честь. Однак, як виявилося, турне не було ідеальним — ціни на концерти були високі і далеко не всі квитки розпродані.
Відгуки про першу частину гастролей були цілком позитивними. Проте пізніше з'явилися історії про те, що Едді був п'яний і грав нікудишньо. В кінці останнього концерту туру в Таксоні, Едді розбив свою гітару і вибіг зі сцени.
Після турне Гаґара і Ентоні підтвердили, що у Едді були проблеми з алкоголем під час туру, і це впливало на всіх. Гаґар заявив, що «він покінчив з Van Halen» і побажав, щоб кожен сприйняв цю заяву серйозно. Незважаючи на це, Едді пізніше говорив про те, що «задоволений» цим туром.
Після турне Гаґар повернувся в свій гурт «The Waboritas», і періодично на гастролях з ним світився і Ентоні. Після того, як Гаґар пішов, про Van Halen знову все швидко забули. У 2005 Майкл Ентоні в інтерв'ю зізнався, що не спілкувався з Ван Гален і не знає про їхні плани.

### Реюніон з Ротом (2006—2008)
Чутки про возз'єднання з Девідом Лі Ротом з'явилися 3 січня 2006-го. Рот сказав в інтерв'ю про те, що він розмовляв з Алексом Ван Галеном на минулому тижні і реюніон «неминучий». Однак, він також повідомив, що Едді Ван Гален знаходився «у своєму власному маленькому світі». Коли Едді запитали про те, як пройшло турне 2004-го з Гаґаром, Ван Гален відповів: «Семмі це Семмі, а в іншому нормально» і «Ніхто не буде поважати нашу музичну творчість, поки ми не зберемось на реюніон». У травні 2006-го в інтерв'ю «Billboard» він сказав «Є контакт між нашими таборами».
3-го червня Майкл Ентоні почав успішний тур з Гаґаром під назвою «The Other Half» (маючи на увазі те, що вони є іншою частиною Van Halen). Ентоні іноді виконував роль лідер-вокаліста. Тим часом 19 червня брати Ван Галени вискочили на сцену з Конні Чесні, виконавши «Jump» і «You Really Got Me». Це незвичайне виступ став першим з часів туру 2004-го. Далі відбувся ще один виступ Едді Ван Галена 19 липня 2006-го в Лос-Анджелесі, де він виконав свій новий матеріал. Потім було його повідомлення, що скоро його нова музика вийде саундтреком до фільму для дорослої аудиторії «Sacred Sin».
У березні 2006-го Майкл Ентоні оголосив в інтерв'ю японському журналу Burrn! про те, що Ван Галени не хотіли його бачити на концертах 2004-го, а Гаґар хотів, і не погодився б грати без нього. Однак йому довелося погодитися грати зі зниженим гонораром і порвати всякі асоціації з Van Halen після закінчення турне в плані просування власного імені. У цьому ж інтерв'ю Майкл підтвердив, що зіграв на III тільки три пісні.
8 вересня 2006-го інтерв'ю Говарда Стерна з Едді Ван Галеном розбило тривале мовчання. Едді оголосив про те, що хотів би возз'єднатися з Ротом, а також повідомив про сольний альбом серед своїх робіт. На місце Майкла став син Едді, Вольфґанґ Ван Гален. Він грав на гітарі разом з батьком ряд концертів турне 2004-го. Щодо турне Ентоні Едді заявив, що той може робити тепер все що завгодно. Це шокувало багатьох фанатів. У листопаді надійшла інформація про те, що сім'я Ван Гален проводить репетиції для турне 2007-го, і незабаром це підтвердив журнал Billboard. Однак сайт Van Halen залишився в тому ж стані, в якому він був з моменту реюніону з Гаґаром.
У грудні 2006-го Едді офіційно повідомив журналу «Guitar World» про те, що Девід Лі Рот запрошується назад у гурт. Однак 28 грудня Рот заявив, що не спілкувався з Едді вже два роки, і що реюніон з Ван Гален може вилитися в «битву на зразок Джері Спрінгера».
У січні 2007-го журнал «Billboard» повідомив, що Van Halen проїде з туром по Америці разом з Девідом Лі Ротом. Незабаром ця інформація була вивішена на офіційному сайті. Потім в лютому сайт «Van Halen News Desk» оголосив про вихід диска "Best Of 1987-84), на якому представлені пісні періоду з Девідом. Потім інформація полилася рікою. Спочатку було повідомлено, що тур, як і вихід CD, скасовується. У березні 2007 Едді оголосив на сайті, що він проходить період реабілітації. Потім на сайті змінився дизайн і з'явилося лого періоду Рота.
12 березня гурт був запрошений на церемонію відкриття готелю Waldorf-Astoria в Нью-Йорку, проте, за іронією долі, там з'явилися тільки екс-учасники — Гаґар і Ентоні, що виконали разом з Полом Шафером «Why Can't This Be Love». На прес-конференції Гаґар повідомив, що він не проти знову попрацювати з Van Halen, але тільки після того, як вони з'їздять в турне з Ротом.
21 квітня Едді брав участь у гонках Nascar Nextel Cup у Феніксі. Він виглядав свіжішим, ніж в останньому турне, і в травні з'явилося повідомлення про те, що він успішно пройшов курс реабілітації. Після десяти місяців чуток 13 серпня 2007-го на сайтах Van Halen і Девіда Лі Рота одночасно з'явилася інформація про заплановані спільні концерти по всьому світу і роботу над новим альбомом. Реакція преси була більш ніж позитивна. Тур планувався на 25 концертів, але реюніон вистояв довше, він тривав до 2008 року.
Van Halen вирушили в нове турне 27 вересня 2007. Почали з Шарлотти в Північній Кароліні. Квитки були розпродані і в цілому циркулювали позитивні відгуки. На тлі чуток про повернення Едді назад на курс реабілітації, деякі дати були відстрочені. Офіційні джерела повідомляли про те, що йому необхідно пройти деякі медичні процедури.
5 березня 2008-го World Entertainment Weekly повідомив, що причина зупинки турне полягала в необхідності Едді Ван Галена знову пройти курси реабілітації. Також було повідомлено про інцидент сварки за сценою з 17-річним сином Вольфгангом, через що Едді знову звернувся до лікарів. У відповідь на ці чутки колишня дружина Едді Ван Галена повідомила, що «він не проходить курс реабілітації». Однак, вона не сказала, чи був він недавно там. Вольфганг Ван Гален також повідомив, що батько не проходив реабілітацію в 2008-му, але не сказав, чи був той там не так давно. Через деякий час турне відновилося 17 квітня в Ріно і завершилось 2 червня 2008-го в Гранд-Рапідс. Під час концерту Девід Лі Рот неодноразово вимовив, що було б нечесно, якби це були їхні останні турне, і він сподівається «побачити всіх знову». Згідно з «Van Halen News Desk» цей тур став найкасовішим за всю історію гурту, зібравши 93 мільйони доларів.
З недавнього інтерв'ю в журналі «Guitar World» Едді сказав: «Я буду робити музику, доки не помру. Я вже багато чого навигадував, і буде ще більше. Але коли це вийде, я не знаю зараз. Вольфганг у 12 класі і повинен закінчити школу. А ще в червні я одружуся. Так що буде видно після цього».
Згідно з «Rolling Stones Magazine» Едді Ван Гален недавно пройшов операцію на руці. Через необхідність періоду реабілітації, ймовірно інші учасники гурту запишуться до кінця жовтня, і значить новий альбом навряд чи з'явиться як мінімум до літа 2010-го.
6 жовтня 2020 року Вольфґанґ в своєму акаунті в Twitter оголосив, що Едді помер від раку, поставивши майбутнє гурту в ще більшу невизначеність. Його смерть настала всього через десять днів після смерті оригінального басиста Van Halen Марка Стоуна, також від раку.

## Вплив
Van Halen посідають сьому позицію в списку «100 найвидатніших виконавців хард-року» VH1.
Едді Ван Гален посідає п'яту позицію в списку «100 найкращих метал-гітаристів всіх часів» журналу Guitar World (2004 рік).
У 2003 році, альбом Van Halen був поставлений на 415 місце в списку найкращих альбомів усіх часів журналу Rolling Stone а в 2006 посів 7 місце в списку найкращих гітарних альбомів всіх часів журналу Guitar World..
| Дискографія Докладніше : Дискографія Van Halen Студійні альбоми Van Halen (1978) Van Halen II (1979) Women and Children First (1980) Fair Warning (1981) Diver Down (1982) 1984 (1984) 5150 (1986) OU812 (1988) For Unlawful Carnal Knowledge (1991) Balance (1995) Van Halen III (1998) A Different Kind of Truth (2012) | - Van Halen World Tour (1978) - World Vacation Tour (1979) - World Invasion «Party 'til You Die Tour» Tour (1980) - Fair Warning Tour (1981) - Hide Your Sheep Tour (1982—1983) - 1984 Tour, Monsters of Rock Tour (1984) - 1986 Tour (1986) - Monsters of Rock Tour, OU812 Tour (1988—1989) - For Unlawful Carnal Knowledge Tour (1991—1992) - Right Here Right Now Tour (1993) - The Balance «Ambulance» Tour (1995) - III Tour (1998) - Van Halen Summer Tour (2004) - North American Tour (2007—2008) - A Different Kind of Truth Tour (2012) |

## Склад гурту
- Едді Ван Гален — соло-гітара (1972—2020), вокал (1972—1974),  клавішні (1980—2008)  , бек-вокал (1974—2020)  (помер в 2020)
- Алекс Ван Гален — ударні (1972—2020)
- Девід Лі Рот — вокал (1974—1985, 1996, 2006—2020)
- Вольфґанґ Ван Гален — бас-гітара, бек-вокал (2006—2020)

Колишні учасники
- Марк Стоун — бас-гітара, бек-вокал (1972—1974) (помер в 2020)
- Майкл Ентоні – бас-гітара, бек-вокал (1974—2006)
- Семмі Гаґар – вокал, ритм-гітара (1985—1996, 2003—2005)
- Гарі Шерон – вокал (1996—1999)

Схема

## Концертні вимоги
Van Halen були піонерами в сучасній рок-музиці в запровадженні вимог, які виставляються на концертних виступах. Вони були першим гуртом, який визначив у контрактах «список вимог», який нині повсюдно практикується в музичній індустрії. Будучи одним з найбільших гуртів, який мандрує з власною концертною сценою, Van Halen має досить вагомі вимоги до використовуваної потужності і конструкцій сцени. Запити гурту не обмежувались запаморочливими технічними вимогами. Вони відомі також пунктом у контракті, який зобов'язував організаторів концертів надавати їм у гримерку чашу з цукерками M&M's, так, щоб у ній були цілком відсутні коричневі цукерки. За словами Девіда Лі Рота, цей пункт був включений до технічного контракту не з причини їх гламурних примх, а для перевірки організатора на предмет його уважного ознайомлення з вимогами гурту, оскільки в контракті містилися різні по-справжньому важливі, але малопомітні деталі.
На одних з перших гастролей Van Halen, один з працівників технічного персоналу через випадок ледве не отримав смертельну травму при роботі на одній зі сцен з низькою якістю технічного обслуговування, і крім цього, обладнанню гурту було завдано збитків у розмірі 85 000 доларів. Після цього гурт придумав трюк з цукерками M & M's, щоб заздалегідь з'ясувати, наскільки акуратно виконуються технічні вимоги і вимоги безпеки сцени, зазначені в контракті. Відповідно, якщо чаші з цукерками не було, або ж була, але в ній були наявні коричневі цукерки, у них був привід для відміни концерту, оскільки технічні вимоги контракту не були дотримані. Завдяки цьому трюку гурт стимулював перевірку безпеки сцени перед початком концерту.